# Vatapá

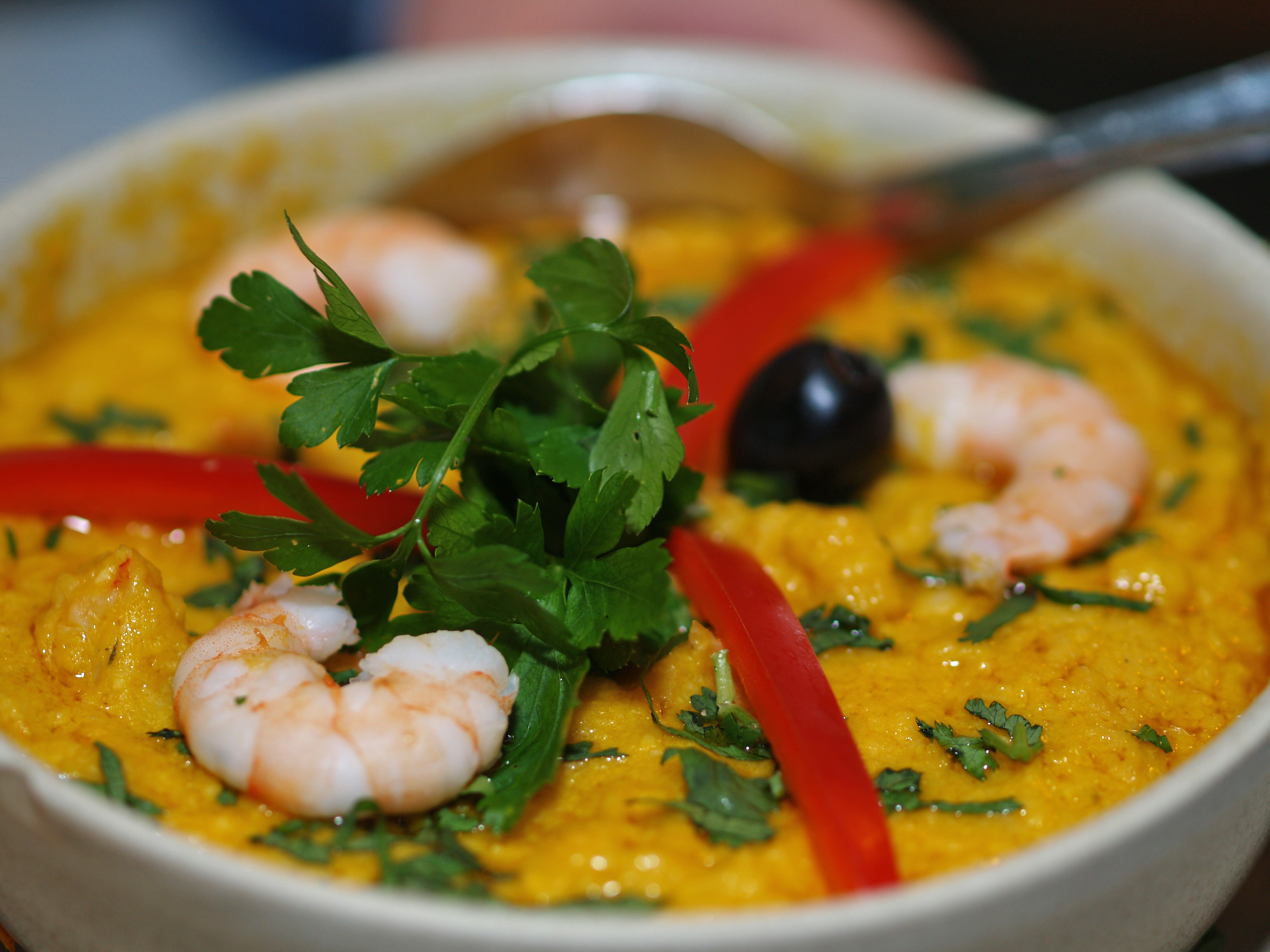
Plat de vatapá.

Le vatapá [vataˈpa] est un plat traditionnel brésilien. Il est composé de farine, de lait de coco, de crevette , d’huile de dendê connu comme huile de palme finement broyées et mélangés dans une pâte crémeuse.
Très populaire dans le Nord et le Nord-est du pays, il est plus courant dans le nord-est de l'État de Bahia où il est un des éléments essentiels qui composent le célèbre acarajé, bien que le vatapá soit souvent consommé avec du riz blanc dans d'autres régions du Brésil.